# Буссе (Франция)
Буссе́ (фр. Boussey) — коммуна во Франции, находится в регионе Бургундия. Департамент коммуны — Кот-д’Ор. Входит в состав кантона Витто. Округ коммуны — Монбар.
Код INSEE коммуны — 21097.

## Население
Население коммуны на 2010 год составляло 30 человек.
| 1962 | 1968 | 1975 | 1982 | 1990 | 1999 | 2010 |
| ---- | ---- | ---- | ---- | ---- | ---- | ---- |
| 58   | 63   | 58   | 47   | 43   | 45   | 30   |

## Экономика
В 2010 году среди 23 человек трудоспособного возраста (15—64 лет) 18 были экономически активными, 5 — неактивными (показатель активности — 78,3 %, в 1999 году было 80,6 %). Из 18 активных жителей работали 16 человек (10 мужчин и 6 женщин), безработных было 2 (1 мужчина и 1 женщина). Среди 5 неактивных 1 человек был учеником или студентом, 3 — пенсионерами, 1 был неактивным по другим причинам.